# Korbuly József
Korbuly József (Sárosmagyarberkesz, 1847. március 12. – Budapest, 1914. június 10.) gépészmérnök.

## Életrajz
Az erdélyi örmény Korbuly / Corbulián család leszármazottja. 10 gyermek apja, többek között gyermekei Károly (Kandó Kálmánnal közösen készítették az első villamos hajtású mozdonyt, majd a Weiss Manfréd gyár vezérigazgatója), Sándor, József (a kaposvári cukorgyár igazgatója volt) és János (számos találmány megalkotását követően Kossuth-díjat kapott) (születési sorrendben), akik ugyancsak nagy sikereket és eredményeket felmutató gépészmérnökök voltak.
Eredetileg kovács- és géplakatos volt, mérnöki tanulmányait a megtakarított pénzéből végezte. Az akkoriban alakult MÁV szolgálatába lépett, 1906-ban mint a MÁV aradi üzletvezetőségének vezető helyettese vonult nyugdíjba. Tökéletesítette a vasúti kocsik csapágyazását. A Korbuly-féle csapágyban az alsó és felső csapágycsésze zárt tokban kapott helyet. A tok körüli házban tárolt olaj végezte a csapok kenését. A ház és a tengely közötti hézag, bőrös tömítéssel volt lezárva, hogy az olaj ne tudjon kifolyni, illetve az olajba ne kerülhessen szennyezés kívülről. Ez a tömítés az elődje volt a jelenlegi Simmering- vagy Goetze-tömítéseknek. Az 1878-as párizsi világkiállításon kitüntetett csapágy anyagi okok miatt MÁV-nál nem került bevezetésre. Az akkor még fennálló más vasutak (Arad-Csanádi, Oderbergi stb.) ugyanakkora sikerrel alkalmazták kocsijaikon, mint a Budapesti Városi Villamosvasutak, a Budapesti Közúti Villamos Társaság, valamint a Földalatti Villamos Vasút.